# Cats as cats can
Cats as cats can is een muziekalbum van The Cats uit 1967. Het is de eerste elpee die de band uitbracht. De meeste nummers zijn geschreven door het duo Roger Greenaway en Roger Cook. Twee eigen teksten kwamen van de hand van Cees Veerman.
Het album is in drie maanden opgenomen, aldus de directeur van Bovema (Nederlandse tak van EMI) destijds. Plaats van handeling was destijds hun geluidsstudio aan de Overboslaan te Heemstede.

## Nummers
| Nummer | Naam                                   | Geschreven door                                                  | Duur | Opmerkingen |
| --- | -------------------------------------- | ---------------------------------------------------------------- | ---- | ----------- |
| A1 | What's the world coming to             | Roger Greenaway en Roger Cook                                    | 3:28 |             |
| A2 | Night time                             | Paddy Chambers                                                   | 2:29 |             |
| A3 | Little Miss Mary                       | Roger Greenaway en Roger Cook                                    | 2:25 |             |
| A4 | Without your love                      | Cees Veerman en Mel Andy                                         | 2:45 |             |
| A5 | No you can't love them all             | Bert Berns, Jerry Leiber, Mike Stoller en Ahmet Ertegün          | 2:47 |             |
| A6 | Far beyond the call of duty            | Roger Greenaway en Roger Cook                                    | 2:02 |             |
| B1 | Sure he's a cat                        | Roger Greenaway en Roger Cook                                    | 2:24 |             |
| B2 | Goodbye baby, baby goodbye             | Bert Russell en Wes Farrell                                      | 3:15 |             |
| B3 | I'm going out (the same way I came in) | Bob Crewe en Gary Knight                                         | 2:26 |             |
| B4 | Love of the common people              | John Hurley en Ronnie Wilkins                                    | 3:04 |             |
| B5 | But tomorrow                           | Cees Veerman                                                     | 2:18 |             |
| B6 | Full stop                              | Giorgio Moroder, Wout Steenhuis, Jürgen Wentorf en Jörg Schmeier | 2:24 |             |
| Later zijn er van dit album opnieuw versies op cd uitgebracht waarop bonustracks staan. Deze cd is net als alle andere platen van The Cats in 2014 opgenomen in het verzamelwerk Complete. Op deze uitgave waren de bonustracks als volgt: |                                        |                                                                  |      |             |
| 13. | What a crazy life                      | Roger Greenaway en Roger Cook                                    |      |             |
| 14. | Hopeless try                           | Cees Veerman en Chris Keenan                                     |      |             |
| 15. | Vive l'amour                           | Mark Barkan en Vic Millrose                                      |      |             |
| 16. | How could I be so blind                | Jaap Schilder                                                    |      |             |